# Rio Azul (vattendrag i Brasilien, Rio Grande do Sul)
Rio Azul är ett vattendrag i Brasilien.   Det ligger i delstaten Rio Grande do Sul, i den södra delen av landet, 1 400 km söder om huvudstaden Brasília.
Omgivningarna runt Rio Azul är en mosaik av jordbruksmark och naturlig växtlighet. Runt Rio Azul är det glesbefolkat, med 19 invånare per kvadratkilometer.